# Zamira Dzjabrailova
Zamira Dzjabrailova (Russisch: Замира Джабраилова) is de winnares van de eerste officiële schoonheidswedstrijd van Tsjetsjenië. Zij werd 27 mei 2006, op vijftienjarige leeftijd, Miss Tsjetsjenië 2006 in Grozny. Om aan de wedstrijd deel te kunnen nemen was ze eigenlijk nog te jong, maar er werd een uitzondering voor haar gemaakt. Ze won een Toyota en een toeristenvisum voor Frankrijk. De auto schonk ze aan een kostschool voor weeskinderen.
Dzjabrailova bracht haar kinderjaren door in Volgograd, voordat ze met haar familie naar Tsjetsjenië kwam waar haar vader, die in de oorlog had gevochten, nog verbleef.